# Ipocrizie
Ipocrizia este simularea unei virtuți sau a unei atitudini favorabile, ascunzând de fapt adevăratul caracter, mai ales cu privire la convingerile morale și religioase; prin urmare, într-un sens general, ipocrizia înseamnă disimulare, prefăcătorie sau falsitate. (Despre oameni și manifestările lor) Ipocrit = prefăcut, fățarnic, fals.
Ipocrizia este practica unei persoane de a manifesta același comportament pe care îl critică atunci când este urmat de alte persoane. În termenii psihologiei morale, ea este eșecul de a respecta propriile reguli și principii morale asumate public. Printre cele mai frecvent întâlnite tipuri de ipocrizie se numără, potrivit filozofului britanic David Runciman, pretenția că știi ceva care îți este necunoscut, pretenția că ai o atitudine pe care nu o poți dovedi, pretenția că ești loial fără să fii și pretenția că ai fi cine nu ești. Jurnalistul politic american Michael Gerson a afirmat că ipocrizia politică este „folosirea conștientă a unei măști pentru a păcăli publicul și a obține beneficii politice”.

## Etimologie
Cuvântul ipocrizie provine din grecescul ὑπόκρισις (hypokrisis), care înseamnă „invidios”, „prefăcut”, „fricos” sau „fățarnic”. Cuvântul ipocrit este derivat din cuvântul grecesc ὑποκριτής (hypokritēs), substantiv asociat cu ὑποκρίνομαι (hypokrinomai), care înseamnă „prefăcătorie”, probabil din cauza faptului că recitarea unui text dramatic de către un actor implica un anumit nivel de interpretare.
În mod alternativ, cuvântul este o combinație între prefixul grecesc hypo-, care înseamnă „sub”, și verbul krinein, care înseamnă „a examina”. Astfel, sensul original implică existența unui deficit al capacității de evaluare sau de decizie. Această deficiență, care se referă la convingerile și sentimentele proprii ale unei persoane, formează înțelesul contemporan al cuvântului.